# رومن استاروویت
رومن ولادیمیرویچ استاروویت (روسی: Roman Vladimirovich Starovoyt؛ ۲۰ ژانویه ۱۹۷۲ – ۷ ژوئیه ۲۰۲۵) سیاستمدار روس بود که از مهٔ ۲۰۲۴ تا ژوئیه ۲۰۲۵ به‌عنوان وزیر حمل‌ونقل روسیه خدمت کرد. او پیش‌تر بین سال‌های ۲۰۱۹ تا ۲۰۲۴ فرماندار منطقه کورسک، معاون وزیر حمل‌ونقل، و رئیس آژانس فدرال راه‌های این وزارتخانه بود. استاروویت عضو حزب روسیه واحد بود.
وی دارای رتبه خدمات مدنی دولتی فدرال درجه یک مشاور فعال دولتی فدراسیون روسیه بود.

## مرگ
استاروویت در ۷ ژوئیه ۲۰۲۵ از سمت وزارت حمل‌ونقل برکنار شد و چند ساعت بعد، با جراحت ناشی از اصابت گلوله در خودروی خود مرده پیدا شد. طبق گزارش رسانه‌های خبری روسیه، استاروویت ممکن است به دلیل تهدید به تشکیل پرونده جنایی کلاهبرداری گسترده علیه او، پس از شهادت الکسی اسمیرنوف، جانشین او به عنوان فرماندار استان کورسک، که در دسامبر ۲۰۲۴ اخراج و در آوریل ۲۰۲۵ دستگیر شد، خودکشی کرده باشد. گزارش شده است که استاروویت با یک تپانچه اهدایی که توسط وزارت امور داخلی به او داده شده بود، خودکشی کرد.
در ۱۰ ژوئیه مراسم یادبودی برای استاروویت در مسکو برگزار شد که چندین وزیر دولت در آن حضور داشتند. دفتر رئیس‌جمهور ولادیمیر پوتین، که در این مراسم شرکت نکرده بود، تاج گلی فرستاد.